# For You/タイム・リミット
「For You／タイム・リミット」（フォー・ユー / タイム・リミット）は、2000年6月30日にリリースされた、宇多田ヒカルの6枚目のシングル。

## 解説
- 「タイム・リミット」の作曲には本名の久保琢郎名義でGLAYのTAKUROが参加している。
- 発売日の翌日である2000年7月1日スタートの初の全国ツアーBOHEMIAN SUMMER 2000前日のリリースのため、事実上ツアーのイメージソングとなっている。
- 初回出荷枚数は100万枚、発売初日に発売元の東芝EMIに寄せられた追加注文は20万枚以上に達した[1]。初週45.2万枚、累計88.9万枚を売り上げた（オリコン調べ）。
- CDの裏ジャケット（「タイム・リミット」）の絵は宇多田自身の作によるもの。
- 同日、DVDシングル「Wait&See 〜リスク〜」が同時発売された。

## PV
- 「For You」PVの撮影のために渋谷でシークレットライブが行われた。
- 「タイム・リミット」のPVはツアー初日の映像を使用している。
- ちなみに、PVはDVD/VHSに収録されリリースされているものは上記2バージョンのみだが、それぞれ2曲とも別バージョン、すなわち「For You」のツアー初日映像Ver、「タイム・リミット」のシークレットライブ映像Verも存在し、「For You」のツアー初日版はNHK「ポップジャム」で、「タイム・リミット」のシークレットライブ版はCS（期間限定）でのみ放送された。このシークレットライブ版は2024年に発売されたライブ映像作品「HIKARU UTADA SCIENCE FICTION TOUR 2024」の完全生産限定盤に付属するPV集「THE MUSIC VIDEO ANTHOLOGY 1998-2024」に初めて収録された。

## 収録曲
全作詞、作曲：宇多田ヒカル(「タイム・リミット」は久保琢郎との共作)
1. For You(5:22)
編曲：河野圭
2. タイム・リミット(4:54)
編曲：ロドニー・ジャーキンス、宇多田ヒカル
3. For You (Original Karaoke)(5:22)
4. タイム・リミット (Original Karaoke)(4:54)